# David R. Ellis
David Richard Ellis, född 8 september 1952 i Hollywood, Los Angeles, USA, död 7 januari 2013 i Johannesburg, Sydafrika var en amerikansk regissör och tidigare stuntman.